# Beton-Bazoches
Pour les articles homonymes, voir Beton et Bazoches (homonymie).
Beton-Bazoches est une commune française située dans le département de Seine-et-Marne en région Île-de-France.

## Géographie

### Localisation

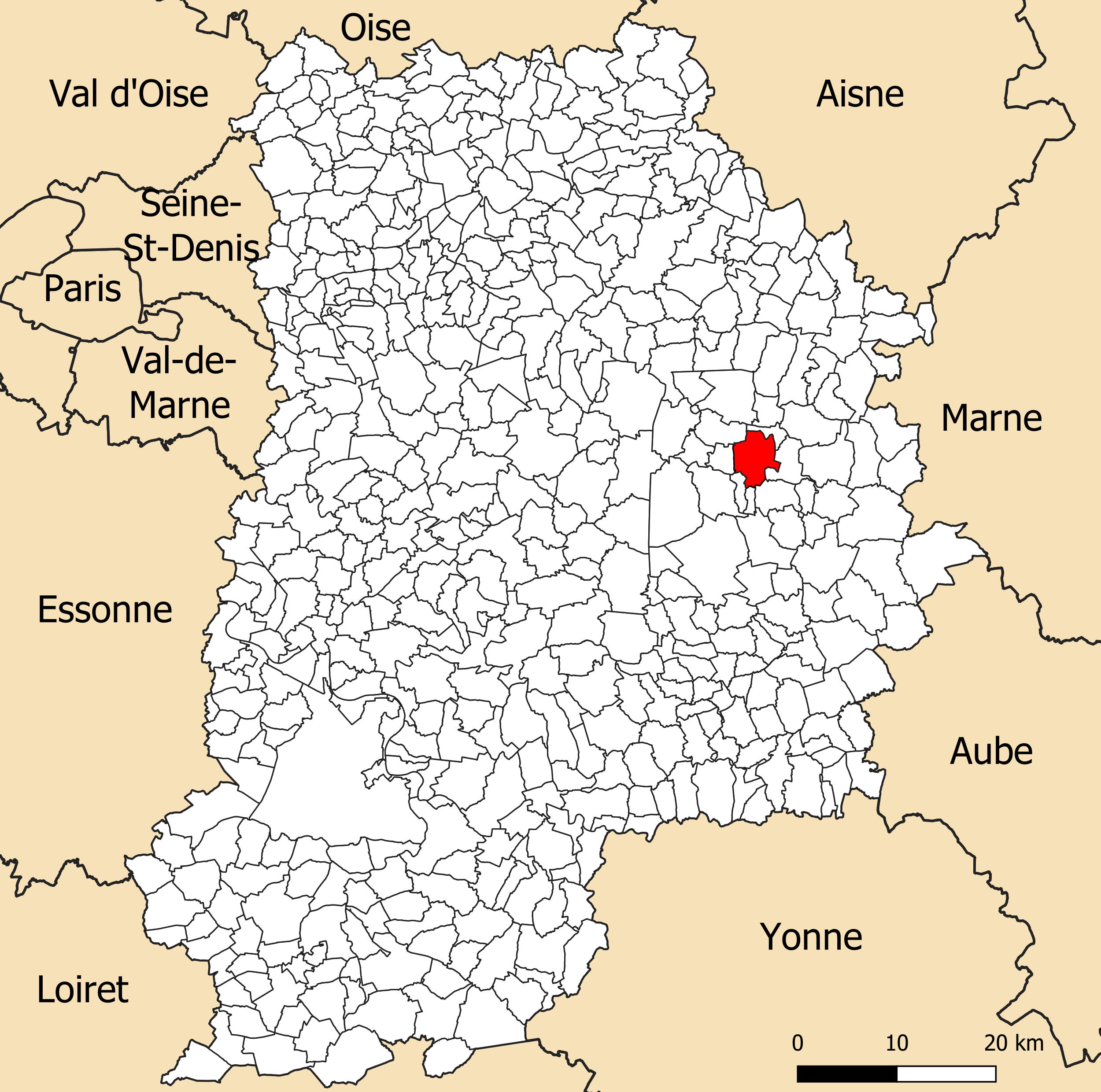
Localisation de la commune de Beton-Bazoches dans le département de Seine-et-Marne.

Beton-Bazoches est située dans la Brie, à 19 km au sud-est de Coulommiers et à 18 km au nord de Provins.

### Communes limitrophes
| Chevru  | Leudon-en-Brie |             |
| Frétoy  | Beton-Bazoches | Courtacon   |
| Boisdon | Bezalles       | Champcenest |

### Géologie et relief
L'altitude de la commune varie de 128 mètres à 183 mètres pour le point le plus haut, le centre du bourg se situant à environ 137 mètres d'altitude (mairie). Elle est classée en zone de sismicité 1, correspondant à une sismicité très faible.

### Hydrographie

#### Réseau hydrographique

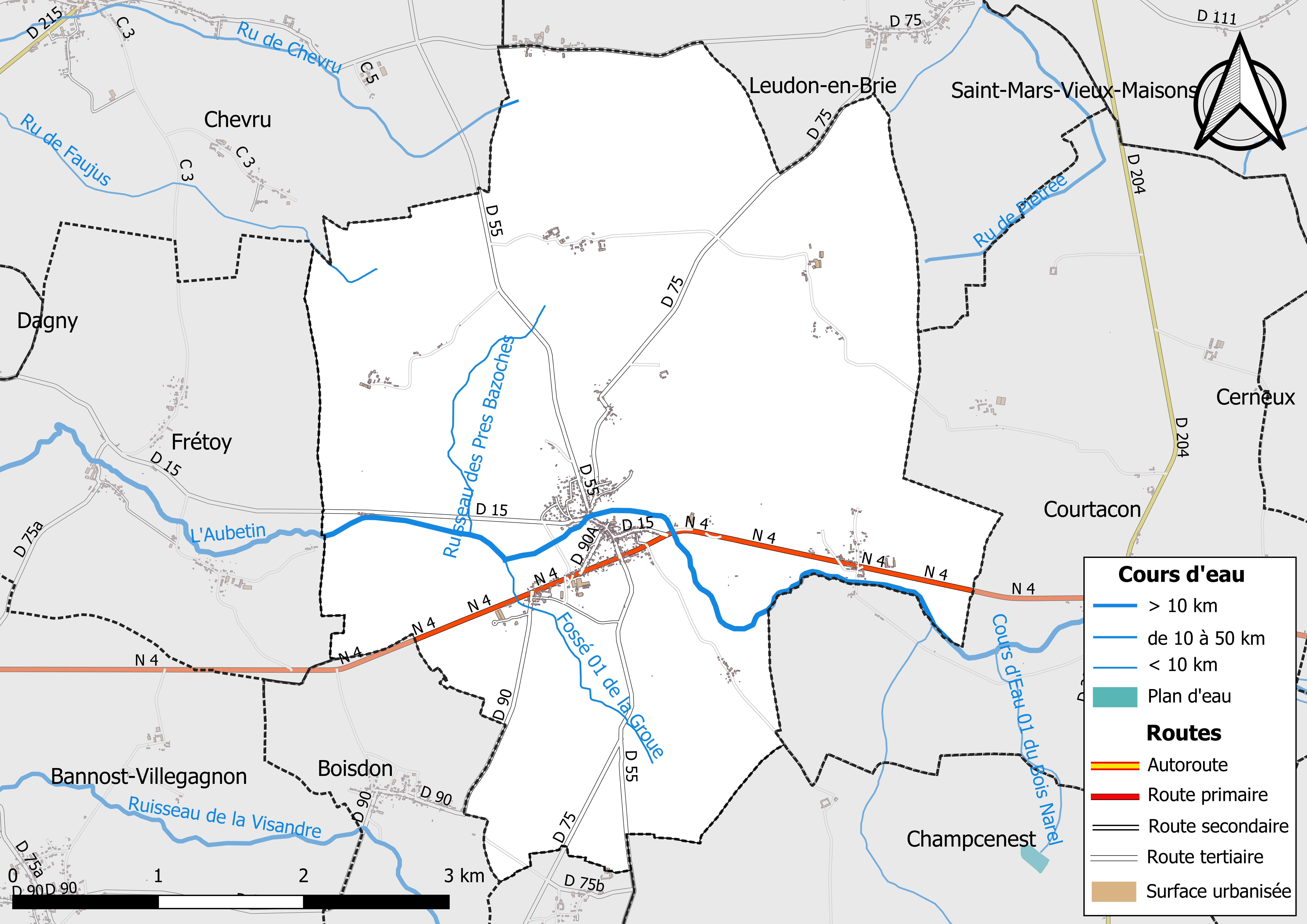
Carte des réseaux hydrographique et routier de Beton-Bazoches.

Le réseau hydrographique de la commune se compose de six cours d'eau référencés :
- la rivière l’Aubetin, longue de 61,15 km[3], affluent du Grand Morin ;

et de quatre affluents de l'Aubetin : 
- le ru de Chevru, 7,72 km[4] ;
- le ruisseau des Rieux, 3,11 km[5] ;
- le ruisseau des Prés Bazoches, 2,03 km[6] ;
- le fossé 01 de la Groue, 1,95 km[7].

ainsi que
- le ru de Faujus, long de 3,72 km[8], qui conflue dans le ru de Chevru.

La longueur totale des cours d'eau sur la commune est de 10,05 km.

#### Gestion des cours d'eau
Afin d’atteindre le bon état des eaux imposé par la Directive-cadre sur l'eau du 23 octobre 2000, plusieurs outils de gestion intégrée s’articulent à différentes échelles : le SDAGE, à l’échelle du bassin hydrographique, et le SAGE, à l’échelle locale. Ce dernier fixe les objectifs généraux d’utilisation, de mise en valeur et de protection quantitative et qualitative des ressources en eau superficielle et souterraine. Le département de Seine-et-Marne est couvert par six SAGE, au sein du bassin Seine-Normandie.
La commune fait partie du SAGE « Petit et Grand Morin », approuvé le 21 octobre 2016. Le territoire de ce SAGE comprend les bassins du Petit Morin (630 km2) et du Grand Morin (1 185 km2). Le pilotage et l’animation du SAGE sont assurés par le syndicat Mixte d'Aménagement et de Gestion des Eaux (SMAGE) des 2 Morin, qualifié de « structure porteuse ».

### Climat
Pour des articles plus généraux, voir Climat de l'Île-de-France et Climat de Seine-et-Marne.
En 2010, le climat de la commune est de type climat océanique dégradé des plaines du Centre et du Nord, selon une étude du CNRS s'appuyant sur une série de données couvrant la période 1971-2000. En 2020, Météo-France publie une typologie des climats de la France métropolitaine dans laquelle la commune est exposée à un climat océanique altéré et est dans la région climatique Nord-est du bassin Parisien, caractérisée par un ensoleillement médiocre, une pluviométrie moyenne régulièrement répartie au cours de l’année et un hiver froid (3 °C).
Pour la période 1971-2000, la température annuelle moyenne est de 10,7 °C, avec une amplitude thermique annuelle de 15,2 °C. Le cumul annuel moyen de précipitations est de 731 mm, avec 11,2 jours de précipitations en janvier et 7,8 jours en juillet. Pour la période 1991-2020, la température moyenne annuelle observée sur la station météorologique la plus proche, située sur la commune de Bezalles à 3 km à vol d'oiseau, est de 11,4 °C et le cumul annuel moyen de précipitations est de 752,7 mm,. Pour l'avenir, les paramètres climatiques de la commune estimés pour 2050 selon différents scénarios d'émission de gaz à effet de serre sont consultables sur un site dédié publié par Météo-France en novembre 2022.
| Mois                                  | jan.             | fév.           | mars            | avril         | mai           | juin          | jui.           | août           | sep.          | oct.            | nov.            | déc.             | année      |
| ------------------------------------- | ---------------- | -------------- | --------------- | ------------- | ------------- | ------------- | -------------- | -------------- | ------------- | --------------- | --------------- | ---------------- | ---------- |
| Température minimale moyenne (°C)     | 1,3              | 1,3            | 3,4             | 5,3           | 8,8           | 11,8          | 13,7           | 13,6           | 10,5          | 8,1             | 4,4             | 2                | 7          |
| Température moyenne (°C)              | 3,8              | 4,4            | 7,6             | 10,5          | 14,1          | 17,3          | 19,7           | 19,6           | 15,9          | 12              | 7,2             | 4,4              | 11,4       |
| Température maximale moyenne (°C)     | 6,2              | 7,6            | 11,8            | 15,7          | 19,4          | 22,8          | 25,7           | 25,7           | 21,2          | 15,9            | 10              | 6,8              | 15,7       |
| Record de froid (°C) date du record   | −20,7 17.01.1985 | −13,6 04.02.12 | −9,9 01.03.05   | −3,7 14.04.19 | −1,3 06.05.19 | 1,5 01.06.06  | 4,8 04.07.1984 | 3,7 29.08.1993 | 1,3 25.09.02  | −3,5 29.10.1985 | −8,6 24.11.1998 | −13,3 31.12.1985 | −20,7 1985 |
| Record de chaleur (°C) date du record | 15,1 05.01.1999  | 19,9 27.02.19  | 24,2 29.03.1989 | 29,6 20.04.18 | 32 28.05.17   | 37,4 27.06.11 | 41,6 25.07.19  | 40 12.08.03    | 34,1 15.09.20 | 28,7 02.10.11   | 21,3 07.11.15   | 16,7 07.12.00    | 41,6 2019  |
| Précipitations (mm)                   | 65,5             | 58,6           | 56,9            | 53,3          | 68,6          | 55,9          | 56             | 56,9           | 56,7          | 72,5            | 68,3            | 83,5             | 752,7      |

### Milieux naturels et biodiversité
Aucun espace naturel présentant un intérêt patrimonial n'est recensé sur la commune dans l'inventaire national du patrimoine naturel,,.

## Urbanisme

### Typologie
Au 1er janvier 2024, Beton-Bazoches est catégorisée bourg rural, selon la nouvelle grille communale de densité à sept niveaux définie par l'Insee en 2022.
Elle est située hors unité urbaine. Par ailleurs la commune fait partie de l'aire d'attraction de Paris, dont elle est une commune de la couronne,. Cette aire regroupe 1 929 communes,.

### Occupation des sols
L'occupation des sols de la commune, telle qu'elle ressort de la base de données européenne d’occupation biophysique des sols Corine Land Cover (CLC), est marquée par l'importance des territoires agricoles (92,8 % en 2018), une proportion sensiblement équivalente à celle de 1990 (93,2 %). La répartition détaillée en 2018 est la suivante : 
terres arables (92,8% ), forêts (3,8% ), zones urbanisées (3,4 %).
Parallèlement, L'Institut Paris Région, agence d'urbanisme de la région Île-de-France, a mis en place un inventaire numérique de l'occupation du sol de l'Île-de-France, dénommé le MOS (Mode d'occupation du sol), actualisé régulièrement depuis sa première édition en 1982. Réalisé à partir de photos aériennes, le Mos distingue les espaces naturels, agricoles et forestiers mais aussi les espaces urbains (habitat, infrastructures, équipements, activités économiques, etc.) selon une classification pouvant aller jusqu'à 81 postes, différente de celle de Corine Land Cover,,. L'Institut met également à disposition des outils permettant de visualiser par photo aérienne l'évolution de l'occupation des sols de la commune entre 1949 et 2018.

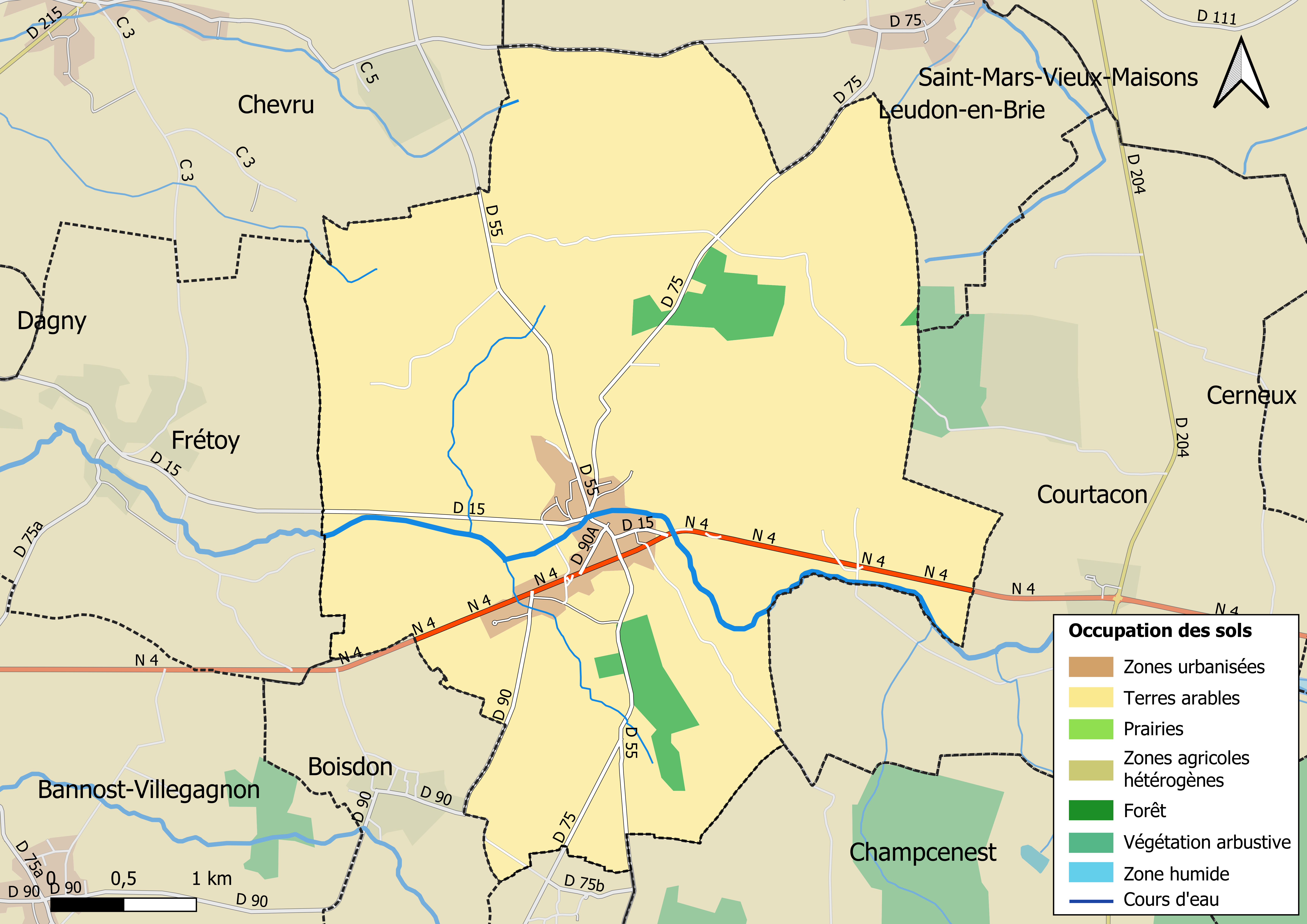
Carte des infrastructures et de l'occupation des sols en 2018 (CLC) de la commune.
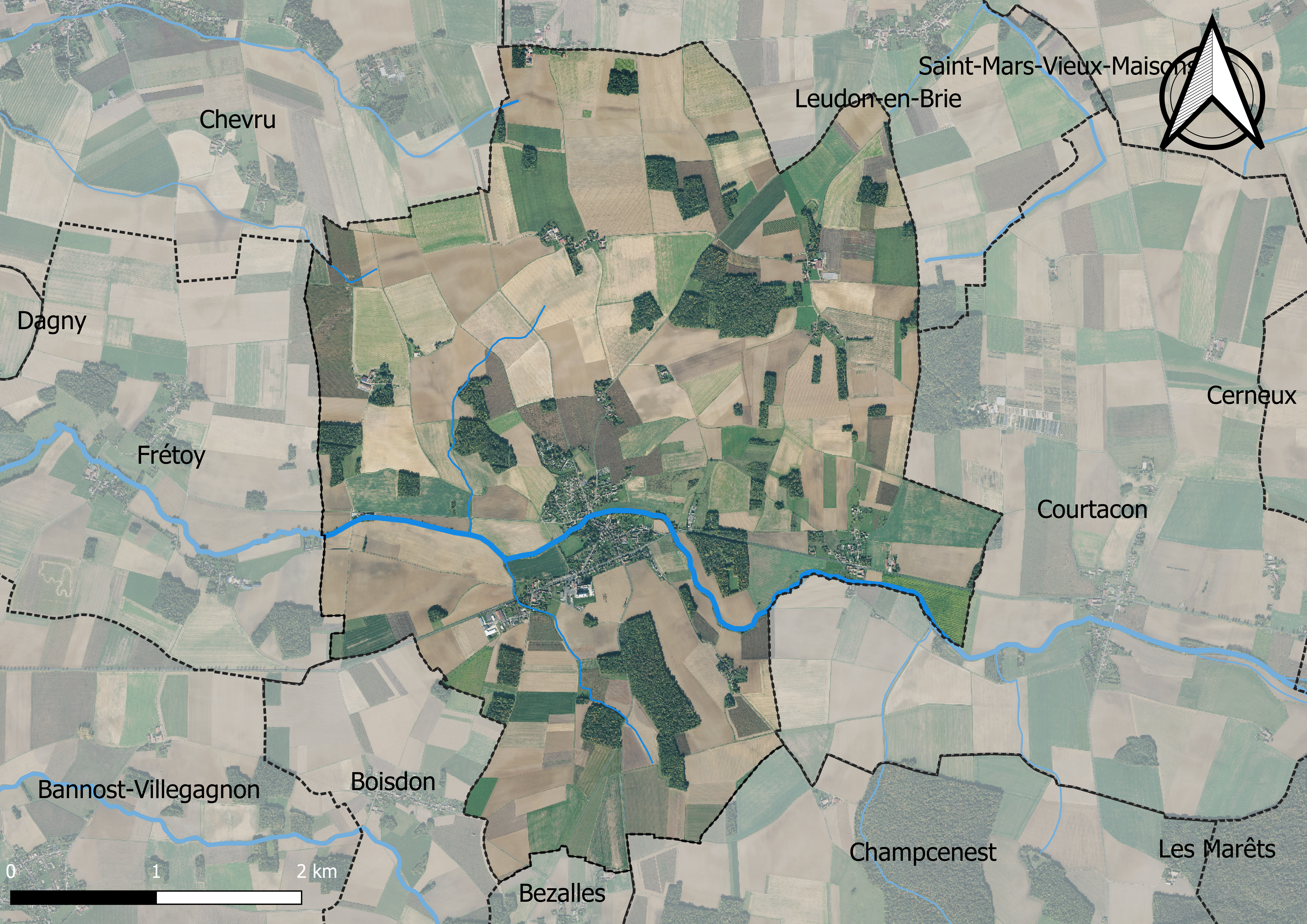
Carte orhophotogrammétrique de la commune.

### Planification
La loi SRU du 13 décembre 2000 a incité les communes à se regrouper au sein d’un établissement public, pour déterminer les partis d’aménagement de l’espace au sein d’un SCoT, un document d’orientation stratégique des politiques publiques à une grande échelle et à un horizon de 20 ans et s'imposant aux documents d'urbanisme locaux, les PLU (Plan local d'urbanisme). La commune est dans le territoire du SCOT Grand Provinois, dont le projet a été arrêté le 29 janvier 2020 et approuvé le 27 novembre 2012, porté par le syndicat mixte d’études et de programmation (SMEP) du Grand Provinois, qui regroupe les Communautés de Communes du Provinois et de Bassée-Montois, soit 82 communes.
La commune, en 2019, avait engagé l'élaboration d'un plan local d'urbanisme.

### Lieux-dits et écarts
La commune compte 91 lieux-dits administratifs répertoriés consultables ici (source : le fichier Fantoir) dont la Groue, la Clothée, Fontaine-Dumont, les Hayottes, Fortail, la Hante (partagé avec Leudon-en-Brie).

### Logement
En 2016, le nombre total de logements dans la commune était de 461 dont 82 % de maisons et 12,9 % d’appartements.
Parmi ces logements, 77,8 % étaient des résidences principales, 10,5 % des résidences secondaires et 11,7 % des logements vacants.
La part des ménages propriétaires de leur résidence principale s’élevait à 78 % contre 20,4 % de locataires, dont 2,2 % de logements HLM loués vides (logements sociaux) et 1,6 % logés gratuitement.

### Voies de communication et transports
- Dernier village traversé par la route nationale 4 avant l'arrivée dans l'agglomération parisienne, route qui relie Paris et Strasbourg via Nancy et Vitry-le-François[33].
- Réseau de bus Provinois - Brie et Seine ligne 3214 (Tournan-en-Brie-Villiers-Saint-Georges).

## Toponymie
Beton-Bazoches a été mentionnée vers 876 en Bezzono Basilica, et en langue romane Betunbasoches en 1290.
Le nom de « Bazoches » vient de l'ancien français, issu du latin, basilica (désigne en latin ecclésiastique un monument érigé à la mémoire d'un martyr et généralement dépositaire de reliques).
En français, le terme basoche  désignait par évolution sémantique une association de clercs de procureurs du parlement de grandes villes.

## Histoire
Église en dépendance de l'archevêque de Sens.

## Politique et administration

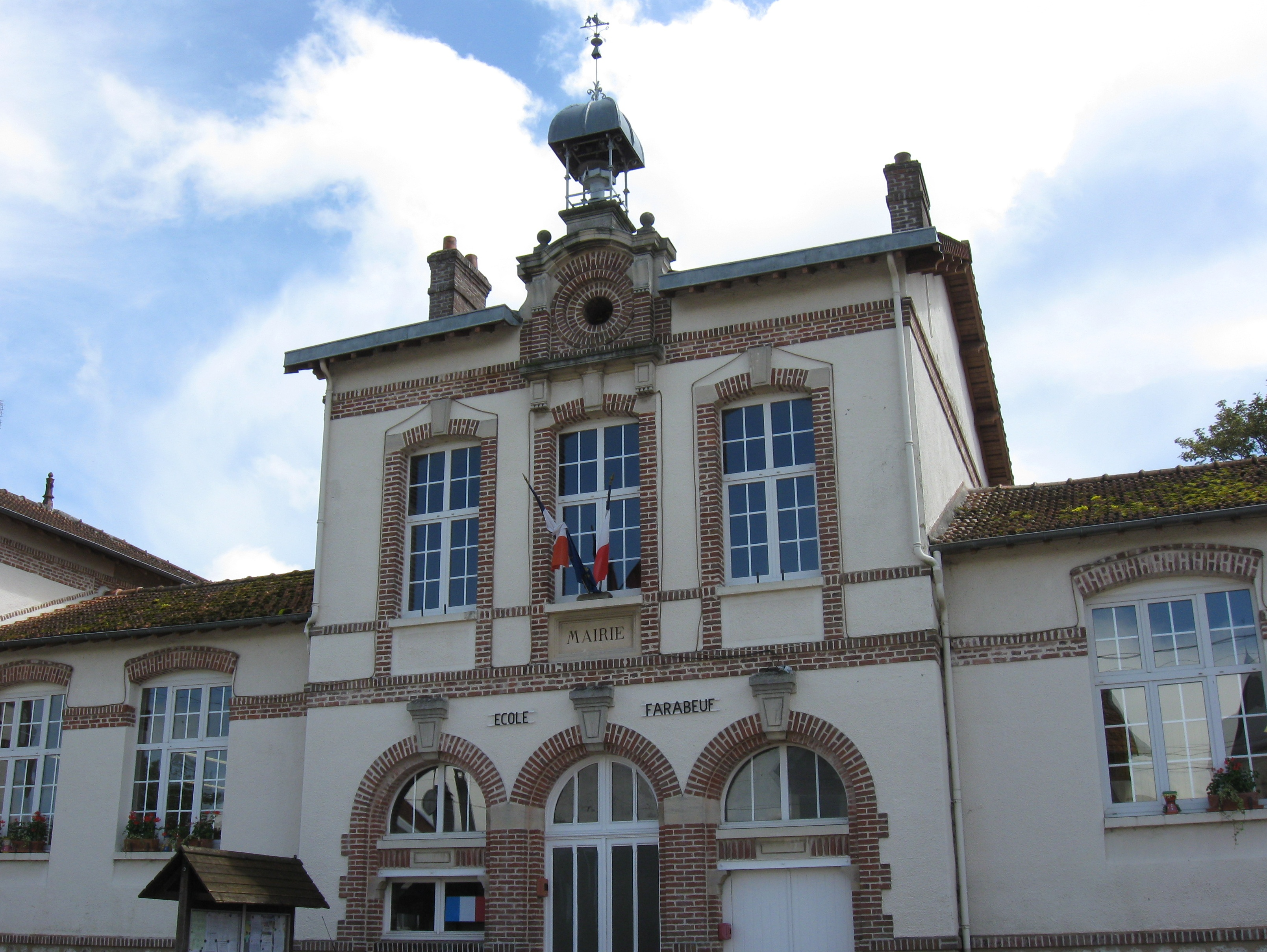
La mairie-école.

### Liste des maires
| Période                                  | Période   | Identité       | Étiquette | Qualité      |
| ---------------------------------------- | --------- | -------------- | --------- | ------------ |
| Les données manquantes sont à compléter. |           |                |           |              |
| mars 2001                                | mars 2014 | Brigitte Maury | DVD       | Agricultrice |
| mars 2014                                | En cours  | Alain Boullot  |           | Entrepreneur |

## Équipements et services

### Eau et assainissement
L’organisation de la distribution de l’eau potable, de la collecte et du traitement des eaux usées et pluviales relève des communes. La loi NOTRe de 2015 a accru le rôle des EPCI à fiscalité propre en leur transférant cette compétence. Ce transfert devait en principe être effectif au 1er janvier 2020, mais la loi Ferrand-Fesneau du 3 août 2018 a introduit la possibilité d’un report de ce transfert au 1er janvier 2026,.

#### Assainissement des eaux usées
En 2020, la commune de Beton-Bazoches gère le service d’assainissement collectif (collecte, transport et dépollution) en régie directe, c’est-à-dire avec ses propres personnels.
L’assainissement non collectif (ANC) désigne les installations individuelles de traitement des eaux domestiques qui ne sont pas desservies par un réseau public de collecte des eaux usées et qui doivent en conséquence traiter elles-mêmes leurs eaux usées avant de les rejeter dans le milieu naturel. La communauté de communes du Provinois assure pour le compte de la commune le service public d'assainissement non collectif (SPANC), qui a pour mission de vérifier la bonne exécution des travaux de réalisation et de réhabilitation, ainsi que le bon fonctionnement et l’entretien des installations,.

#### Eau potable
En 2020, l'alimentation en eau potable est assurée par le syndicat de l'Eau de l'Est seine-et-marnais (S2E77) qui gère le service en régie,,.

## Population et société

### Démographie
L'évolution du nombre d'habitants est connue à travers les recensements de la population effectués dans la commune depuis 1793. Pour les communes de moins de 10 000 habitants, une enquête de recensement portant sur toute la population est réalisée tous les cinq ans, les populations de référence des années intermédiaires étant quant à elles estimées par interpolation ou extrapolation. Pour la commune, le premier recensement exhaustif entrant dans le cadre du nouveau dispositif a été réalisé en 2008.

En 2022, la commune comptait 912 habitants, en évolution de +2,01 % par rapport à 2016 (Seine-et-Marne : +3,92 %, France hors Mayotte : +2,11 %).
| 1793 | 1800 | 1806 | 1821 | 1831 | 1836 | 1841 | 1846 | 1851 |
| ---- | ---- | ---- | ---- | ---- | ---- | ---- | ---- | ---- |
| 574  | 566  | 633  | 587  | 630  | 641  | 665  | 750  | 747  |

| 1856 | 1861 | 1866 | 1872 | 1876 | 1881 | 1886 | 1891 | 1896 |
| ---- | ---- | ---- | ---- | ---- | ---- | ---- | ---- | ---- |
| 730  | 762  | 733  | 671  | 658  | 678  | 635  | 631  | 648  |

| 1901 | 1906 | 1911 | 1921 | 1926 | 1931 | 1936 | 1946 | 1954 |
| ---- | ---- | ---- | ---- | ---- | ---- | ---- | ---- | ---- |
| 674  | 656  | 683  | 681  | 674  | 638  | 649  | 629  | 569  |

| 1962 | 1968 | 1975 | 1982 | 1990 | 1999 | 2006 | 2008 | 2013 |
| ---- | ---- | ---- | ---- | ---- | ---- | ---- | ---- | ---- |
| 632  | 549  | 557  | 538  | 633  | 700  | 747  | 762  | 874  |

| 2018 | 2022 | - | - | - | - | - | - | - |
| ---- | ---- | - | - | - | - | - | - | - |
| 917  | 912  | - | - | - | - | - | - | - |

### Événements
Fête du cidre et brocante le 2e dimanche du mois d'octobre.

## Économie

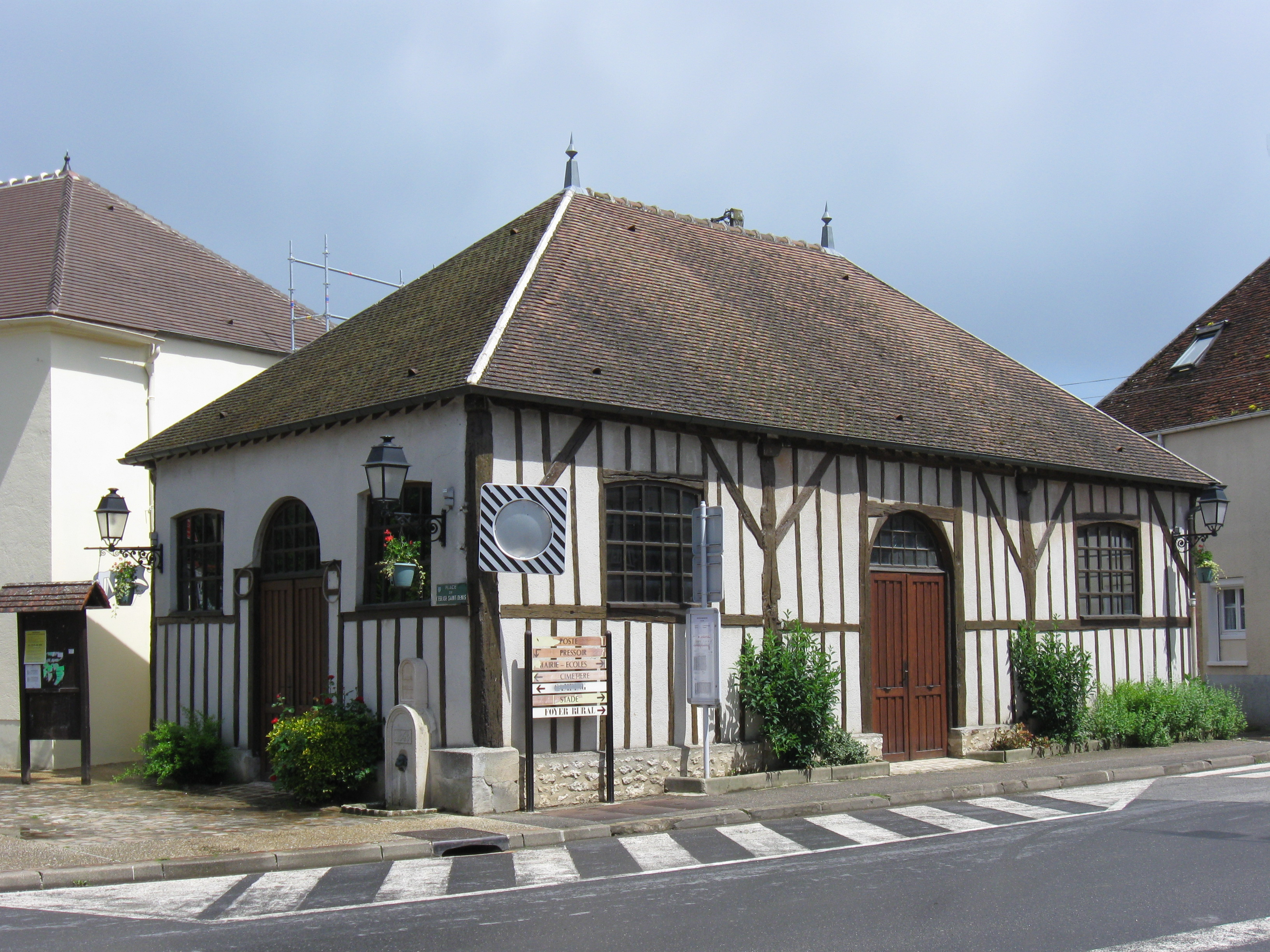
L'ancienne halle.

### Revenus de la population et fiscalité
En 2018, le nombre de ménages fiscaux de la commune était de 347, représentant 915 personnes et la  médiane du revenu disponible par unité de consommation  de 21 910 euros.

### Emploi
En 2018 , le nombre total d’emplois dans la zone était de 152, occupant 406 actifs  résidants.
Le taux d'activité de la population (actifs ayant un emploi) âgée de 15 à 64 ans s'élevait à 69,6 % contre un taux de chômage de 7,1 %.
Les 23,3 % d’inactifs se répartissent de la façon suivante : 8,1 % d’étudiants et stagiaires non rémunérés, 6,7 % de retraités ou préretraités et 8,5 % pour les autres inactifs.

### Secteurs d'activité
En 2018, la commune était classée en zone de revitalisation rurale (ZRR), un dispositif visant à aider le développement des territoires ruraux principalement à travers des mesures fiscales et sociales. Des mesures spécifiques en faveur du développement économique s'y appliquent également. Le classement des communes en ZRR était valable jusqu’au 31 décembre 2020,.

#### Entreprises et commerces
En 2019, le nombre d’unités légales et d’établissements (activités marchandes hors agriculture) par secteur d'activité était de 57 dont 5 dans l’industrie manufacturière, industries extractives et autres, 14 dans la construction, 24 dans le commerce de gros et de détail, transports, hébergement et restauration, 4 dans l’Information et communication, 3 dans les activités spécialisées, scientifiques et techniques et activités de services administratifs et de soutien, 3 dans l’administration publique, enseignement, santé humaine et action sociale et 4  étaient relatifs aux autres activités de services.
En 2020, 4 entreprises individuelles ont été créées sur le territoire de la commune.
- Commerces (épicerie, pharmacie, -, salon de coiffure, garage pour réparation automobile...) ainsi qu'en services publics et de première nécessité (écoles, bureau de Poste, caserne des sapeurs-pompiers, médecin...)[33].
- La commune offre aussi des artisans pour les métiers du bâtiment : maçonnerie, plomberie et chauffage, menuiserie, et peinture y exercent leur savoir-faire et d'autres tels les taxis ou paysagiste complètent et rythment la vie du village. Le notaire, le médecin et la pharmacie répondent non seulement aux besoins des habitants de Beton-Bazoches mais aussi des alentours, notamment des six autres villages qui ont créé la première communauté de communes d'île de France en 1999 : Bannost-Villegagnon, Bezalles, Boisdon, Cerneux, Champcenest, Courtacon, qui s'appelait alors le C.E.D.R.E. Briard. Cette intercommunalité a tout naturellement évolué dès sa création en 2001, vers la communauté de communes du Provinois[33].

Au 1er janvier 2021, la commune ne possédait aucun hôtel  mais un terrain de camping disposant de 126 emplacements.

#### Agriculture
Beton-Bazoches est dans la petite région agricole dénommée la « Brie est ». En 2010, l'orientation technico-économique de l'agriculture sur la commune est la culture de céréales et d'oléoprotéagineux (COP).
Si la productivité agricole de la Seine-et-Marne se situe dans le peloton de tête des départements français, le département enregistre un double phénomène de disparition des terres cultivables (près de 2 000 ha par an dans les années 1980, moins dans les années 2000) et de réduction d'environ 30 % du nombre d'agriculteurs dans les années 2010. Cette tendance se retrouve au niveau de la commune où le nombre d’exploitations est passé de 22 en 1988 à 9 en 2010. Parallèlement, la taille de ces exploitations augmente, passant de 69 ha en 1988 à 127 ha en 2010.
Le tableau ci-dessous présente les principales caractéristiques des exploitations agricoles de Beton-Bazoches, observées sur une période de 22 ans : 
|                                      | 1988  | 2000  | 2010  |
| ------------------------------------ | ----- | ----- | ----- |
| Dimension économique,                |       |       |       |
| Nombre d’exploitations (u)           | 22    | 14    | 9     |
| Travail (UTA)                        | 27    | 21    | 14    |
| Surface agricole utilisée (ha)       | 1 511 | 1 406 | 1 144 |
| Cultures                             |       |       |       |
| Terres labourables (ha)              | 1 497 | 1 404 | 1 139 |
| Céréales (ha)                        | 1 132 | 1 003 | 799   |
| dont blé tendre (ha)                 | 759   | 630   | s     |
| dont maïs-grain et maïs-semence (ha) | 305   | 262   | 257   |
| Tournesol (ha)                       | 99    | s     |       |
| Colza et navette (ha)                | 56    | s     | s     |
| Élevage                              |       |       |       |
| Cheptel (UGBTA)                      | 32    | 1     | 0     |

## Culture locale et patrimoine

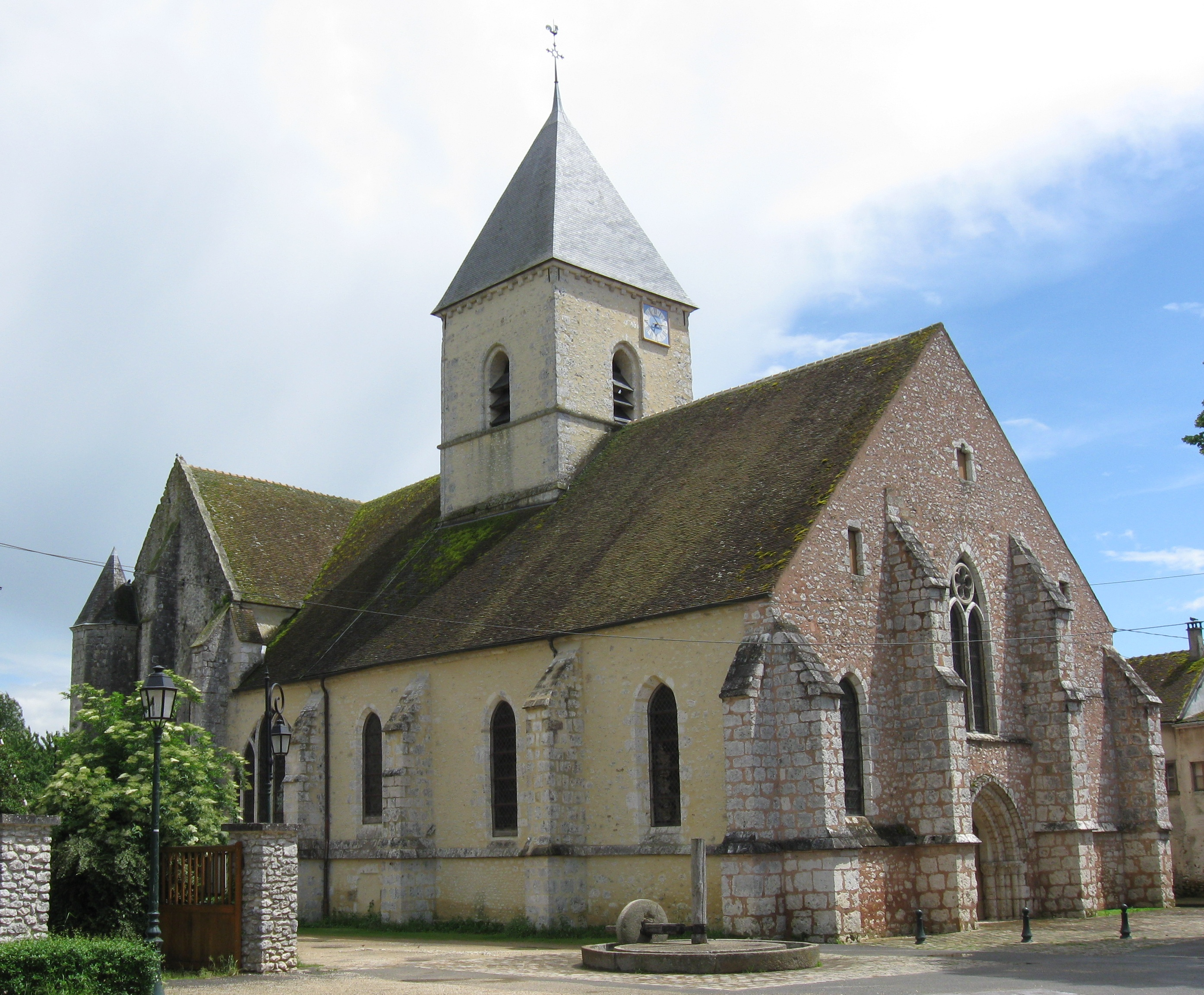
L'église Saint-Denis.

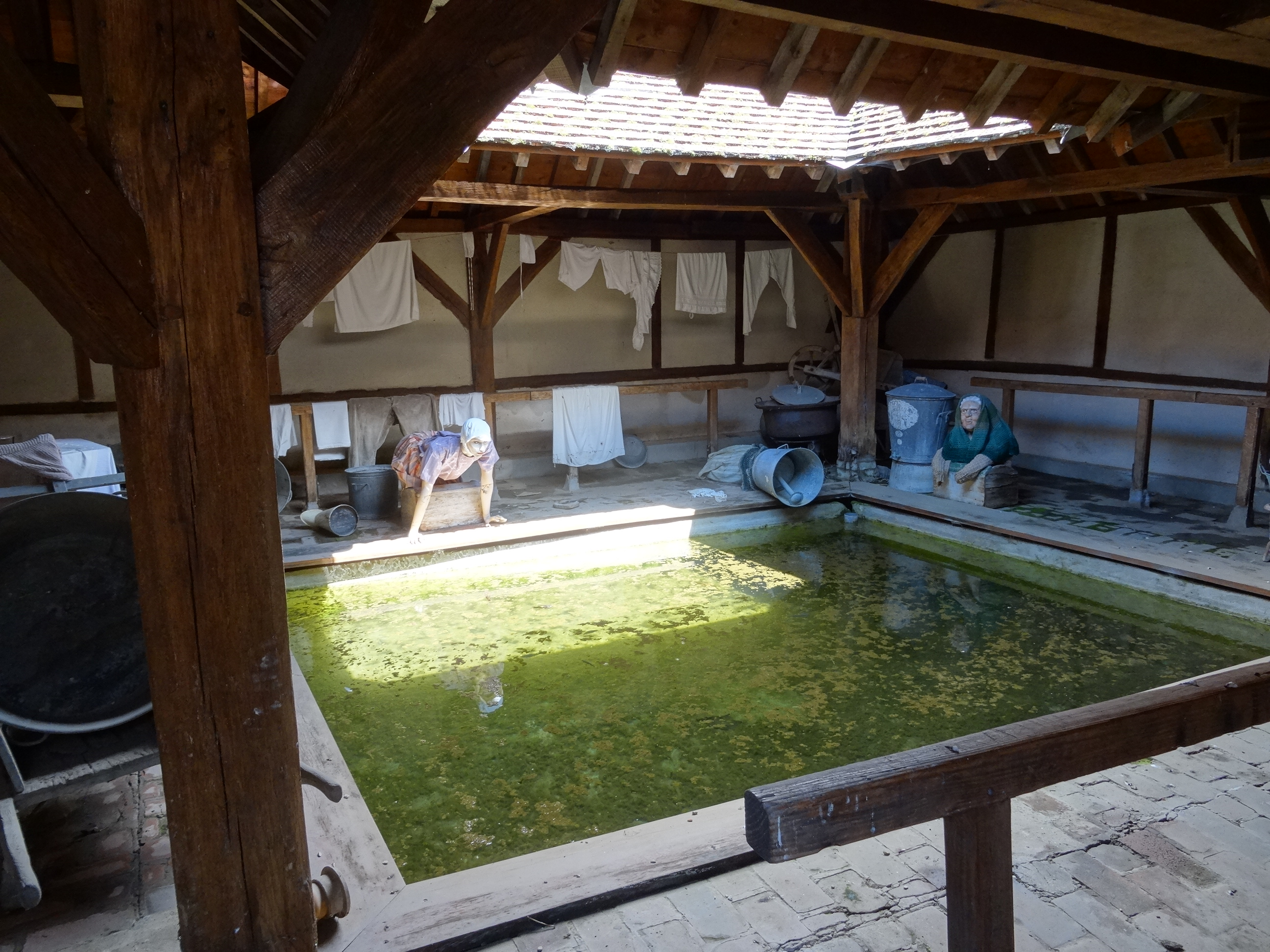
Le lavoir.

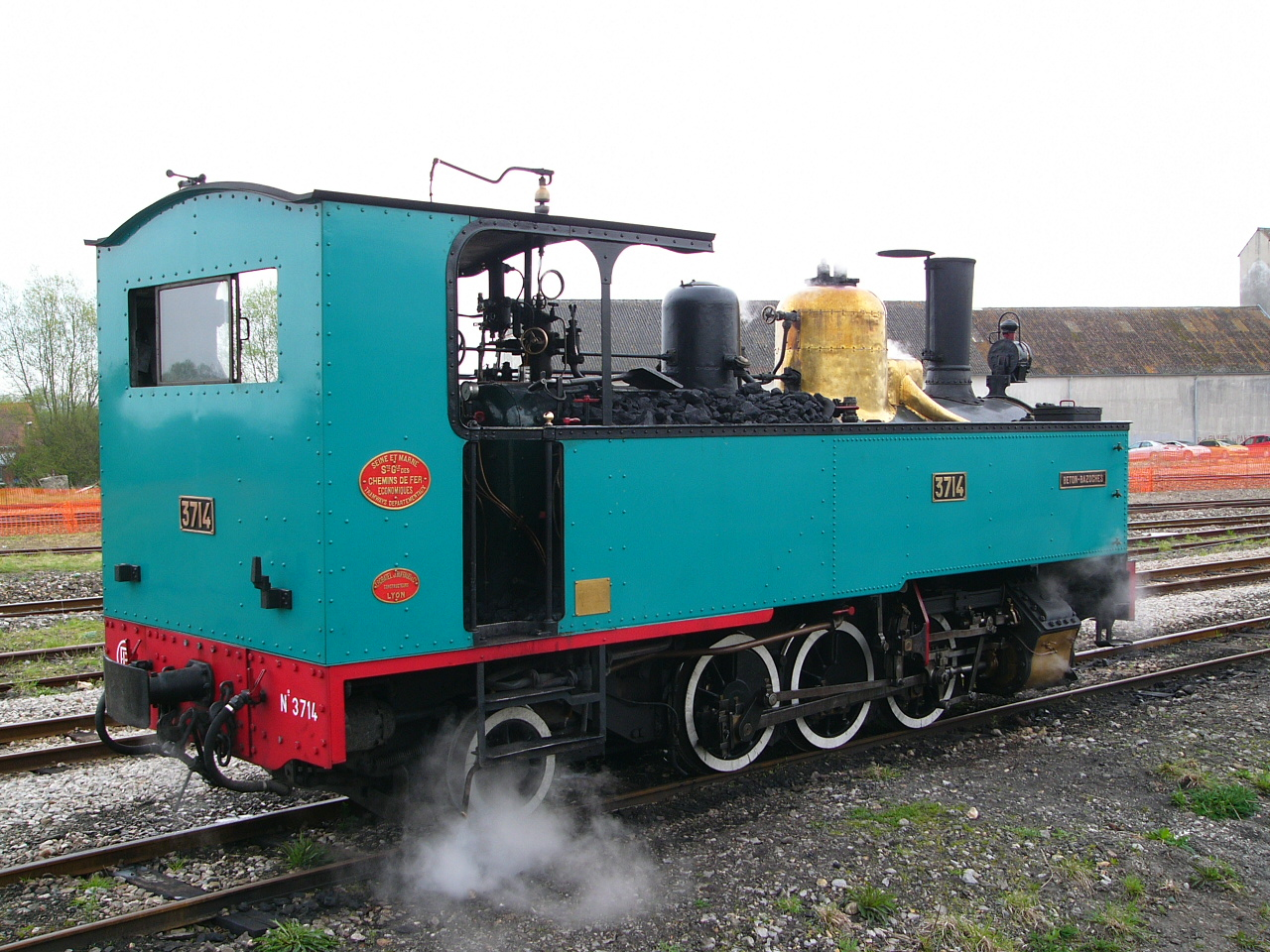
La locomotive à voie métrique no 3714 ex Seine-et-Marne baptisée « Beton-Bazoches » en gare de Noyelles.

Beton-Bazoches est un village briard aux nombreuses richesses culturelles et touristiques (des visites guidées sont possibles notamment de son pressoir à pommes , unique en Île-de-France, qui replonge le visiteur dans les années 1850-1950 à l'aide d'un vidéo-guide).

### Lieux et monuments
- L'Église Saint-Denis, XIIe et XIIIe siècles,  Classé MH (1930)[56],[57].
- L'ancienne halle, XVIe siècle.
- Le pressoir à pommes équipé de doubles presses fut construit en 1850 par un compagnon du Devoir.
- Gadage (broyeur à pommes) sur la place de l'église.
- Le lavoir restauré par la commune.
- La commune est traversée par le Sentier de grande randonnée 11 (GR 11).

### Personnalités liées à la commune
- Henri-Alexandre Tessier (1741-1837), médecin et agronome.
- Louis Hubert Farabeuf (1841-1910) : professeur, médecin, chirurgien, et réformateur de l'enseignement de l'anatomie, de l'histologie, et de la chirurgie.

### Patrimoine culturel
Beton-Bazoches possédait une gare sur l'ancien réseau départemental de chemins de fer secondaires de Seine-et-Marne. Le bâtiment voyageurs, identique à celui de la gare de Rozoy, lequel existe encore reconverti en habitation, reprend les plans du type A de 1902 de la Compagnie des chemins de fer de l'Est, comme la gare de Montry - Condé, mais en y accolant une halle à marchandises.
Une locomotive à vapeur de ce réseau ferroviaire à voie étroite porte le nom de la ville. Elle a été restaurée par le Chemin de fer de la baie de Somme et circule sur les rails de ce réseau touristique picard.